# Benigno Belausteguigoitia Landaluce
Benigno Belausteguigoitia Landaluce   (Abando, 16 de gener de 1879 - Bilbao, 1946) fou un futbolista basc de la dècada de 1900.

## Trajectòria
Era germà dels també futbolistes José María, Francisco i Ramón, que van jugar a l'Athletic Club. Benigno va estudiar a Barcelona i aprofità per jugar al RCD Espanyol a inici del segle xx.